# La Couture, Pas-de-Calais
La Couture är en kommun i departementet Pas-de-Calais i regionen Hauts-de-France i norra Frankrike. Kommunen ligger i kantonen Béthune-Est som tillhör arrondissementet Béthune. År 2022 hade La Couture 2 608 invånare.

## Befolkningsutveckling
Antalet invånare i kommunen La Couture
| Referens: INSEE |